# Mallorca Open
Mallorca Open byl profesionální tenisový turnaj žen hraný v přímořském letovisku Santa Ponsa v Calvii na největším španělském ostrově Mallorca. Probíhal v letech 2016–2019 a řadil se do kategorie WTA International. Po zrušení jej v sezóně 2020 nahradil mužský Mallorca Championships v rámci okruhu ATP Tour.
Ženský turnaj na okruhu WTA Tour doplnil v roce 2016 květnový Madrid Open jako druhá španělská událost. Představoval přípravu na londýnský grandslam Wimbledon, jemuž o dva týdny předcházel.

## Charakteristika
Mallorca Open vznikl v roce 2016. Konal se na pěti travnatých otevřených dvorcích v Santa Ponsa Tennis Clubu. Kapacita centrálního dvorce činila 3 500 diváků.
Rozpočet události, hrané v červnovém termínu, dosáhl výše 250 000 amerických dolarů, což turnaji poskytovalo možnost účasti jedné hráčky z první desítky žebříčku WTA. V úvodním ročníku 2016 se jí stala Španělka Garbiñe Muguruzaová. Do soutěže dvouhry nastupovalo třicet dva tenistek a čtyřhry se účastnilo šestnáct párů. Ředitelem turnaje byl Peer Zebergs.
V kalendáři okruhu WTA Tour turnaj doplnil Birmingham Classic, ve druhém hracím týdnu travnaté sezóny před Wimbledonem.

## Přehled finále

### Dvouhra
| Rok  | vítězka                | finalistka             | výsledek                |
| 2016 | Caroline Garciaová     | Anastasija Sevastovová | 6–3, 6–4                |
| 2017 | Anastasija Sevastovová | Julia Görgesová        | 6–4, 3–6, 6–3           |
| 2018 | Tatjana Mariová        | Anastasija Sevastovová | 6–4, 7–5                |
| 2019 | Sofia Keninová         | Belinda Bencicová      | 6–7(2–7), 7–6(7–5), 6–4 |

### Čtyřhra
| Rok  | vítězky                                              | finalistky                                           | výsledek         |
| 2016 | Gabriela Dabrowská María José Martínez Sánchezová    | Anna-Lena Friedsamová Laura Siegemundová             | 6–4, 6–2         |
| 2017 | Čan Jung-žan Martina Hingisová                       | Jelena Jankovićová Anastasija Sevastovová            | bez boje         |
| 2018 | Andreja Klepačová María José Martínez Sánchezová (2) | Lucie Šafářová Barbora Štefková                      | 6–1, 3–6, [10–3] |
| 2019 | Kirsten Flipkensová Johanna Larssonová               | María José Martínez Sánchezová Sara Sorribes Tormová | 6–2, 6–4         |